# پرکین‌المر
پرکین‌المر (انگلیسی: PerkinElmer) شرکت فناوری اطلاعات آمریکایی است، که در سال ۱۹۳۷ تأسیس شد.